# The Scarecrow (album)
The Scarecrow je třetí studiové album rockové opery Avantasia. Album vyšlo 25. ledna 2008. Album je první část příběhu The Wicked Trilogy. Příběh pokračuje v albu The Wicked Symphony (2010) a Angel of Babylon (2010).

## Seznam skladeb
1. Twisted Mind
2. The Scarecrow
3. Shelter From The Rain
4. Carry Me Over
5. What Kind Of Love
6. Another Angel Down
7. The Toy Master
8. Devil In The Belfry
9. Cry Just A Little
10. I Don't Believe In Your Love
11. Lost In Space

## Obsazení
- Tobias Sammet – zpěv, baskytara
- Sascha Paeth – kytara
- Michael Rodenberg – klávesy
- Eric Singer – bicí

### Hosté

#### Hudebníci
- Henjo Richter – kytara
- Kai Hansen – kytara
- Rudolf Schenker – kytara

#### Zpěváci
- Jørn Lande
- Michael Kiske
- Bob Catley
- Amanda Somerville
- Alice Cooper
- Roy Khan
- Oliver Hartmann

## Singly k albu
- Lost in Space (2007)
- Carry Me Over (2007)